# Султан (украшение)

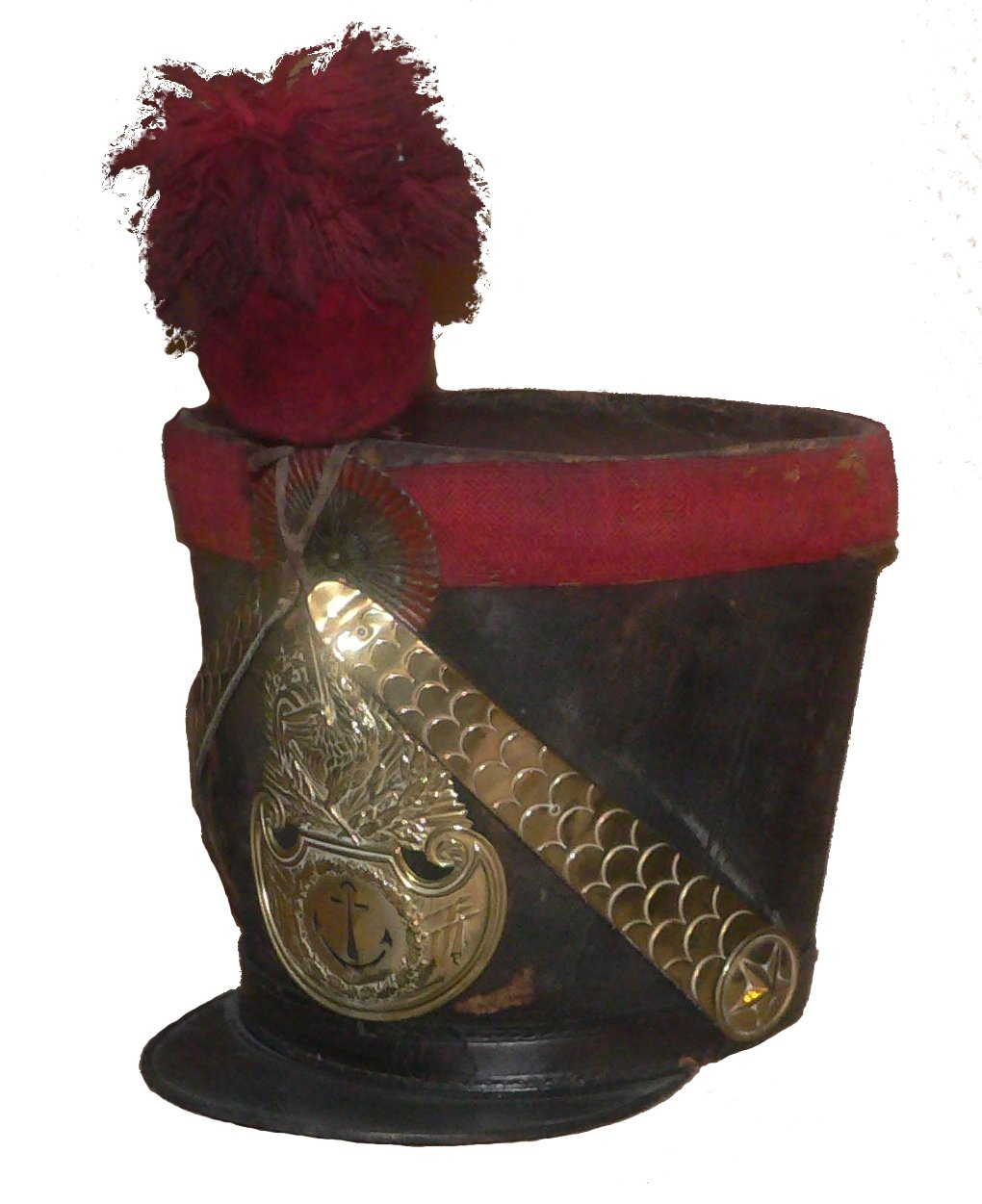
Французский кивер с красным султаном

Султан (от тур. sultan) — украшение на головном уборе в виде вертикально укрепленного перьевого или волосяного пучка. Был распространён на шляпах, киверах и касках в большинстве европейских армий первой половины XIX века.
В русской армии 1812—1814 годов чёрные султаны были на киверах гренадер и строевых чинов гвардейской тяжёлой пехоты; белые султаны на киверах и шапках использовались в лёгкой кавалерии и гвардейской конной артиллерии. Музыканты, барабанщики, трубачи отличались султанами красного цвета. Шляпы офицеров и генералов украшались особыми султанами в виде густого пучка петушиных перьев (в пехоте — чёрные, в кавалерии — белые, с примесью чёрных и оранжевых перьев у основания).
Во французской армии времён Наполеона красные султаны (наряду с красными эполетами) являлись отличительным признаком элитных подразделений — гренадер и кирасир. Солдаты вольтижёрских рот также могли носить жёлтые, зелёные или жёлто-зелёные султаны.